# Toastmasters International
Toastmasters International este o organizație non-profit care gestionează cluburi din întreaga lume, cu scopul de a își ajuta membrii să își dezvolte abilități de vorbit în public și leadership.
Primul club Toastmasters a fost înființat în 1924 în Santa Ana, California, ajungând în prezent la cluburi localizae în 108 țări și cu 12.500 de membri.
În România primul club Toastmasters a fost înființat la Timișoara, cluburi similare fiind deschise la București, Cluj-Napoca, Brașov, Oradea, Iași și Brăila.

## Programul educațional
Filozofia Toastmasters este de a ajuta membrii să își dezvolte abilitățile de comunicare și leadership prin practică și feedback continuu din partea celorlalți membri. Programul Toastmasters este împărțit în două componente de bază: Comunicare și Leadership. Fiecare membru poate evolua pe oricare din aceste componente susținând discursuri sau asumându-și roluri în cadrul ședințelor Toastmasters.